# Bjarni Benediktsson frá Hofteigi
Bjarni (Sólmundur) Benediktsson frá Hofteigi (* 24. April 1922 in Egilsstaðir; † 18. Juli 1968 in Reykjavík) war ein isländischer Schriftsteller, Literaturkritiker, Übersetzer und Journalist.
Er studierte Literatur in Schweden und der DDR und schrieb Artikel für die sozialistische Presse, Hörspiele, Schauspiele und Essays.

## Werke
- Sú kemur tíð (Essays, 1953)
- Þorsteinn Erlingsson (Biografie, 1958)
- Stormur í grasinu (Schauspiel, 1965)
- Í andófi (Hörspiele, 1965)
- Um þessar mundir (Schauspiele, 1970)
- Bókmenntagreinar (Essays, 1971)